# Maurits Gysseling
Maurits Gysseling (Oudenburg, le 7 septembre 1919 - Gand, le 24 novembre 1997) est un linguiste belge, spécialisé en onomastique et paléographie.

## Éléments biographiques
Maurits Gysseling vit jusqu'à 14 ans à Oudenburg, en Flandre-Occidentale, où sa mère tient un magasin de chaussures. Plus tard il déménage avec ses parents à Oostakker, près de Gand, où il étudie le grec et le latin. Il commence en 1939 des études de philologie allemande à l'Université de Gand. Après avoir obtenu sa licence, il soutient brillamment sa thèse de doctorat (mention summa cum laude) sur la toponymie d'Oudenburg, publiée en 1950. En 1960, il est finalement reçu professeur agrégé au département de linguistique néerlandaise de l'Université de Gand, où il enseigne la toponymie et l'anthroponymie néerlandaises.
Son ouvrage principal en toponymie est le Toponymisch woordenboek van Belgie, Nederland, Luxenburg, Noord Frankrijk en West Duitsland (voor 1226), « Dictionnaire toponymique de la Belgique, des Pays-Bas, du nord de la France et de l'ouest de l'Allemagne (avant 1226) », publié en 1960. C'est là qu'Albert Dauzat a recueilli bon nombre de formes anciennes et d'hypothèses étymologiques concernant les toponymes du nord de la France, qui figurent dans son propre Dictionnaire étymologique des noms de lieux de France, paru trois ans plus tard.
En ce qui concerne le domaine de la paléographie néerlandaise, Maurits Gysseling est l'auteur d'une œuvre monumentale en quinze tomes intitulée Corpus van Middelnederlandse teksten (tot en met het jaar 1300), « Corpus des textes en moyen néerlandais (jusqu'à et y compris l'année 1300) », où il a repris tous les textes néerlandais antérieurs à 1300. Cet ouvrage constitue une mine pour les linguistes, les lexicographes et les historiens de la littérature néerlandaise.
Il reçoit en 1970 le prix scientifique Baron Holvoet (prix quinquennal du FNRS).

## Publications
- « Les plus anciennes généalogies de gens du peuple dans les Pays-Bas méridionaux », 1947 ; tiré à part extrait du Bulletin de la Commission Royale de Toponymie et Dialectologie, t. XXI, impr. George Michiels, Tongres, 1947, p. 211-215.
- Toponymie van Oudenburg, « Toponymie d'Oudenburg », impr. George Michiels, Tongres, 1950 ; in-8, 280 p., 6 cartes dépliantes.
- Inventaris van het archief van de Sint-Jacobskerk te Gent, « Inventaire des archives de l'église Saint-Jacques à Gand » ; tiré à part extrait de Handelingen der Maatschappij voor Geschiedenis en Oudheidkunde te Gent. Nieuwe reeks, t. IV., Impr. Sanderus, Oudenaarde, 1952 ; 88 p.
- Gent's vroegste geschiedenis in de spiegel van zijn plaatsnamen, « Aux sources de l'histoire de Gand à travers ses noms de lieux », Antwerpen, 1954 ; avec deux cartes.
- Inventaris van het archief van 's-Heiligs-Kerstkerk te Gent, « Inventaire des archives de l'église de la Sainte-Nativité à Gand », s.l., 1956 ; 48 p.
- Toponymisch woordenboek van Belgie, Nederland, Luxenburg, Noord Frankrijk en West Duitsland (voor 1226), 2 vol., Tongres, 1960 (lire en ligne sur wulfila).
- « Overzicht over de toponymie van Frans-Vlaanderen », « Vue d'ensemble de la toponymie de la Flandre française », 1969 ; tiré à part extrait de Naamkunde, 1ste jaargang (1969), AFL. 2-4, Mededelingen van het instituut voor naamkunde te Leuven en de commissie voor naamkunde en Nederzettingsgeschiedenis te Amsterdam, p. 167-174.
- L'impôt Royal en Artois (1295-1302). Rôles du 100e et du 50e, présentés et publiés avec une table anthroponymique, Mémoires de la commission royale de toponymie et de dialectologie no 13, Imprimerie Orientaliste, Louvain, 1970 (avec Pierre Bougard) ; in 8°, 290 p., 1 carte hors-texte.
- (nl + en) Datering en Localisering van Reinaert I. in Aspects of the Medieval Animal Epic. éd. Profs E. Rombauts and A. Welkenhuysen, 1975. Leuven University Press, 268 pages (lire en ligne sur Google books).
- Corpus van Middelnederlandse teksten (tot en met het jaar 1300), « Corpus des textes en moyen-néerlandais (jusqu'à et y compris l'année 1300) », 2 vol., Martinus Nijhoff, La Haye / Leiden, 1977-1987.
  - T. I, 1977 : Ambtelijke bescheiden, « Documents officiels ». — 1. 1210-1283. — 2. 1283-1290. — 3. 1290-1295. — 4. 1295-1300. — 5-7. Index. — 8. Index inverse. — 9. Index de fréquence. Index de longueur.
  - T. II, 1980 : Literaire handschriften, « Manuscrits littéraires ». — 1. Fragments. — 2. Der Naturen Bloeme. — 3. Rijmbijbel (texte). — 4. Rijmbijbel (index). — 5. Sente Lutgart. — 6. Sinte Lutgart. Sinte Kerstine. Nederrijns Moraalboek.